# Dominia (musikgrupp)
Dominia är ett ryskt melodisk death metal-band, bildat 1999 i Sankt Petersburg, Ryssland som Tentamentum Bandet bytte namn 2001.

## Medlemmar
Nuvarande medlemmar
- Daniel (Denis Sukharev / Денис Сухарев) – rytmgitarr, bakgrundssång (2001– )
- Anton Rosa (Антон Роса) – gitarr, sång (2001– )
- Denis Devichensky (Денис Девиченский) – gitarr (2012– )
- Oleg "Papa" Filistovich (Олег Филистович) – trummor (2003–2011, 2017– )
- Mikhail Morozkin (Михаил Морозкин) – violin (2019– )

Tidigare medlemmar
- Indub (Ilya Kononov / Илья Кононов) – basgitarr (2001–2002, 2003–2006, 2010–?)
- Egor Zhibinov (Егор Жибинов) – trummor (2001–2002, 2002–2003; död 2003)
- Anna Bagmet – sopransång (2001–2003)
- Casper (Dmitry Rishko / Дмитрий Ришко) – violin, keyboard, gitarr, bakgrundssång (2001–2018)
- Aleksandr Kokorin – basgitarr (2002–2003)
- Filipp Terpetsky – trummor (2002)
- Kat (Ekaterina Sapogova / Екатерина Сапогова) – violin (2003–2007)
- Pavel Lineykin (Павел Линейкин) – keyboard (2004)
- Dmitry Sigal – keyboard (2004–2006)
- Alexander Goodwin (Alexander Volovik / Александр Волокин) – basgitarr (2006–2010)
- Pavel Lohnin (Павел Лохнин) – trummor (2011–2013)
- Pavel Mosin (Павел Мосин) – trummor (2013–2017)
- Anton Ryzhev (Антон Рыжев) – sologitarr (2016–2019)

## Diskografi
Demo
- 2001 – Dancing with Marie Jane
- 2003 – Demo
- 2003 – God's Depression
- 2003 – Melancholy
- 2004 – Demo 2

Studioalbum
- 2006 – Divine Revolution
- 2008 – Judgement of Tormented Souls
- 2014 – Theophania
- 2017 – Stabat Mater
- 2020 – The Withering of the Rose

Singlar
- 2002 – "Cover Single" ("Love Song" (The Cure cover) / "In Your Room" (Depeche Mode cover) / "Comfortably Numb" (Pink Floyd cover))
- 2005 – "Runaway" / "Simple Thing"
- 2006 – "The Darkness of Bright Life" / "With Pain into Eternity" / "Cellar Door"
- 2008 – "Exodus" / "Blood Is Thicker Than Water" (Impaled Nazarene cover)
- 2013 – "Death Only" / "Cellar Door (Live)"
- 2015 – "The Boy and the Priest"
- 2015 – "Poison"
- 2016 – "The First and the Last Prayer"
- 2018 – "My Flesh and the Sacred River"
- 2018 – "Suprema"
- 2018 – "The Elephant Man"

Samlingsalbum
- 2013 – Rarities
- 2019 – Rarities and Tribute to...